# *NSYNC
*NSYNC was een Amerikaanse boyband die wordt gezien als een van de succesvolste boybands van de jaren negentig en begin 2000. De groep verkocht meer dan 70 miljoen platen. De band werd in 1995 in Orlando, Florida gevormd en bestond uit Lance Bass, JC Chasez, Joey Fatone, Chris Kirkpatrick en Justin Timberlake. Door Lou Pearlman vond de financiering en marketing van de band plaats. De ingehuurde manager Johnny Wright maakte de Backstreet Boys en *NSYNC tot wereldsuccessen, maar hij werd hierna door Pearlman gedumpt en financieel benadeeld.
De band heeft opgetreden tijdens de World Series, de Super Bowl en de Olympische Spelen. De band heeft met Michael Jackson, The Jackson 5, Céline Dion, Gloria Estefan en Stevie Wonder gezongen of duetten opgenomen. 
Nadat de groep in 2002 een "langdurige pauze" aankondigde, verklaarde Bass in 2007 dat de groep uit elkaar is.
In augustus 2013 trad *NSYNC na jaren van stilte weer op tijdens de uitreiking van de MTV Video Music Awards 2013.
In 2018 kreeg *NSYNC een ster op de Hollywood Walk of Fame.

## Discografie

### Albums
| Album met eventuele hitnotering(en) in de Nederlandse Album Top 100 | Datum van verschijnen | Datum van binnenkomst | Hoogste positie | Aantal weken | Opmerkingen |
| ------------------------------------------------------------------- | --------------------- | --------------------- | --------------- | ------------ | ----------- |
| NSYNC                                                               | 26-03-1997            | 14-06-1997            | 37              | 10           |             |
| The Winter Album                                                    | 16-11-1998            | 22-2-1999             | -               | -            |             |
| No Strings Attached                                                 | 21-03-2000            | 25-03-2000            | 6               | 26           |             |
| Celebrity                                                           | 23-07-2001            | 04-08-2001            | 42              | 4            |             |

| Album met hitnotering(en) in de Vlaamse Ultratop 200 albums | Datum van verschijnen | Datum van binnenkomst | Hoogste positie | Aantal weken | Opmerkingen |
| ----------------------------------------------------------- | --------------------- | --------------------- | --------------- | ------------ | ----------- |
| No Strings Attached                                         | 21-03-2000            | 01-04-2000            | 8               | 10           |             |
| Celebrity                                                   | 23-07-2001            | 11-08-2001            | 31              | 4            |             |

### Singles
| Single met eventuele hitnotering(en) in de Nederlandse Top 40 | Datum van verschijnen | Datum van binnenkomst | Hoogste positie | Aantal weken | Opmerkingen                                   |
| ------------------------------------------------------------- | --------------------- | --------------------- | --------------- | ------------ | --------------------------------------------- |
| I Want You Back                                               | 07-10-1996            | 01-02-1997            | 13              | 9            | Alarmschijf / #22 in de Single Top 100        |
| Tearin' Up My Heart                                           | 10-02-1997            | 26-04-1997            | 28              | 5            | #31 in de Single Top 100                      |
| Here We Go                                                    | 05-05-1997            | 21-06-1997            | tip24           | -            | #66 in de Single Top 100                      |
| Thinking of You (I Drive Myself Crazy)                        | 15-02-1999            | 24-04-1999            | 12              | 10           | Alarmschijf / #15 in de Single Top 100        |
| Music of My Heart                                             | 07-12-1999            | 04-12-1999            | tip3            | -            | met Gloria Estefan / #58 in de Single Top 100 |
| Bye Bye Bye                                                   | 11-02-2000            | 19-02-2000            | 3               | 10           | Alarmschijf / #4 in de Single Top 100         |
| I'll Never Stop                                               | 26-06-2000            | 10-06-2000            | 14              | 5            | Alarmschijf / #28 in de Single Top 100        |
| It's gonna be me                                              | 22-08-2000            | 05-08-2000            | 28              | 4            | #30 in de Single Top 100                      |
| This I Promise You                                            | 10-10-2000            | 28-10-2000            | tip5            | -            | #80 in de Single Top 100                      |
| Pop                                                           | 25-06-2001            | 07-07-2001            | 34              | 4            | #32 in de Single Top 100                      |
| Gone                                                          | 16-10-2001            | 20-10-2001            | tip11           | -            |                                               |
| Girlfriend                                                    | 02-04-2002            | 06-04-2002            | 10              | 11           | met Nelly / #8 in de Single Top 100           |

| Single met hitnotering(en) in de Vlaamse Ultratop 50 | Datum van verschijnen | Datum van binnenkomst | Hoogste positie | Aantal weken | Opmerkingen        |
| ---------------------------------------------------- | --------------------- | --------------------- | --------------- | ------------ | ------------------ |
| Music of My Heart                                    | 07-12-1999            | 15-01-2000            | tip16           | -            | met Gloria Estefan |
| Bye Bye Bye                                          | 11-02-2000            | 11-03-2000            | 7               | 13           |                    |
| I'll Never Stop                                      | 26-06-2000            | 24-06-2000            | 44              | 5            |                    |
| It's Gonna Be Me                                     | 22-08-2000            | 02-09-2000            | tip2            | -            |                    |
| This I Promise You                                   | 10-10-2000            | 27-01-2001            | 43              | 2            |                    |
| Pop                                                  | 25-06-2001            | 28-07-2001            | 39              | 3            |                    |
| Gone                                                 | 16-10-2001            | 03-11-2001            | tip17           | -            |                    |
| Girlfriend                                           | 02-04-2002            | 13-04-2002            | 34              | 10           | met Nelly          |

### Gewonnen prijzen
Op deze lijst staan alleen gewonnen prijzen – geen nominaties. De lijst is misschien niet compleet.
| Jaar | Award                  | Categorie                                  | Voor                    |
| ---- | ---------------------- | ------------------------------------------ | ----------------------- |
| 1999 | Teen Choice Awards     | "Album Of The Year"                        | *NSYNC (Album)          |
| 2000 | Blockbuster Awards     | "Favorite Song from a Movie"               | "The Music Of My Heart" |
| 2000 | MTV Video Music Awards | "Viewer's Choice"                          | "Bye Bye Bye"           |
| 2000 | MTV Video Music Awards | "Best Pop Video"                           | "Bye Bye Bye"           |
| 2000 | Teen Choice Awards     | "Song of the Summer"                       | "Bye Bye Bye"           |
| 2000 | Teen Choice Awards     | "Choice Music Video"                       | "Bye Bye Bye"           |
| 2000 | Teen Choice Awards     | "Choice Single"                            | "Bye Bye Bye"           |
| 2000 | Teen Choice Awards     | "Choice Pop Group"                         | NSYNC                   |
| 2000 | RIAA Diamond Award     | Diamond Award                              | NSync                   |
| 2000 | RIAA Diamond Award     | Diamond Award                              | "No Strings Attached"   |
| 2001 | Teen Choice Awards     | "Choice Single"                            | "Pop"                   |
| 2001 | Teen Choice Awards     | "Choice Album"                             | "Celebrity"             |
| 2001 | People's Choice Award  | "Favorite Musical Group or Band"           | NSYNC                   |
| 2001 | MTV Video Music Awards | "Best Group Video"                         | "Pop"                   |
| 2001 | MTV Video Music Awards | "Best Dance Video"                         | "Pop"                   |
| 2001 | MTV Video Music Awards | "Best Pop Video"                           | "Pop"                   |
| 2001 | MTV Video Music Awards | "Viewer's Choice"                          | "Pop"                   |
| 2001 | American Music Awards  | "'Internet Fans' Artist of the Year Award" | NSYNC                   |